# Nahuel Acosta
Nahuel Acosta Da Silva, noto semplicemente come Nahuel Acosta (Montevideo, 11 maggio 1999), è un calciatore uruguaiano, attaccante del Blooming in prestito dal Peñarol.

## Caratteristiche tecniche
È un'ala destra.

## Carriera

### Club
Cresciuto nel settore giovanile del Rentistas, ha esordito in prima squadra l'8 giugno 2019 disputando l'incontro di Segunda División Profesional vinto 2-0 contro il Bella Vista.

### Nazionale
Nel 2024 ha esordito nella nazionale maggiore uruguaiana.

## Palmarès

### Club

#### Competizioni nazionali
- Campionato uruguaiano: 1

Peñarol: 2024